# (7486) Hamabe
(7486) Hamabe (1994 XJ1) – planetoida z pasa głównego asteroid okrążająca Słońce w ciągu 3,31 lat w średniej odległości 2,22 j.a. Odkryta 6 grudnia 1994 roku.